# Auzon (affluent droit de l'Allier)
 (décembre 2019).
Pour les articles homonymes, voir Auzon.
L'Auzon  est une rivière, affluent de l'Allier qui coule dans le Puy-de-Dôme et la Haute-Loire.

## Géographie
Elle prend sa source dans la commune de Chassignolles, passe dans celle de Saint-Hilaire puis d'Auzon.

## Affluents
- - Rioulx
- Ruisseau de Rodier (code K243450A)
  - Ruisseau de Montavary
- Ruisseau de Malaure
  - Ruisseau de Curabet
- Ruisseau de Blanchet (L'Auzon)
- Ruisseau le Mandarat
- Ruisseau des Fontilles

## La vallée en ligne droite
Rivière de 17,96 km), affluent de l'Allier, elle coule dans le Puy-de-Dôme et la Haute-Loire. Elle prend sa source dans la commune de Champagnac-le-Vieux à proximité de la route départementale 56, et passe ensuite dans la commune de Saint-Martin-d'Ollières puis celle d'Auzon.

## Hydrologie et crues
- 1910
- 16 juin 1930
- 1988

## Pollution
Le site de la Vieille Usine.